# Heteroseksizm
Heteroseksizm (od heteroseksualizm i seksizm, inaczej heterocentryzm) – system postaw, uprzedzeń i dyskryminacji, u podstaw którego znajduje się pogląd o wyższości heteroseksualistów bądź heteroseksualizmu, przekładający się na wykluczenie osób nieheteroseksualnych z polityki, wydarzeń, działań czy procedur społecznych. Heteroseksizm może być realizowany zarówno poprzez „niewidzialność” mniejszości seksualnych, jak i poprzez wrogość, jeśli staną się one widzialne. Heteroseksizm zawiera w sobie założenie, że wszyscy ludzie są, albo powinni być heteroseksualni, oraz że heteroseksualność jest bardziej wartościowa niż homo- czy biseksualność, w związku z czym osoby heteroseksualne zasługują na więcej przywilejów i mają prawo decydować o zakresie praw osób nieheteroseksualnych. Istotą heteroseksizmu jest uzurpowanie sobie przez osoby heteroseksualne pozycji dominującej i nadawanie osobom homo- i biseksualnym niższego statusu. Jest to podejście szczególnie rozpowszechnione w zachodnich społeczeństwach. W ramach heteroseksizmu zakłada się, że osoby heteroseksualne uzurpują sobie pozycję dominującą, a osobom o orientacji nieheteroseksualnej przydzielają status podrzędny. Termin ten powstał w późnych latach 70. XX wieku na wzór takich pojęć jak seksizm, antysemityzm i rasizm.

## Występowanie i przejawy
Heteroseksizm zazwyczaj towarzyszy homofobii (bywa również rozumiany jako jego instytucjonalna forma), jednak może też przejawiać się samodzielnie, np. w formie protekcjonalności. Przykładem jest sytuacja, w której heteroseksualiści wspierający progresywne ruchy w stosunku do praw osób homo- i biseksualnych, przekonani są, że wsparcie to ma większą wartość, jeśli wyrażają je one, osoby heteroseksualne. Wychodzą przy tym z założenia, że ich słowa są bardziej wiarygodne i mają większą wagę niż słowa osób nieheteroseksualnych. Heteroseksizm przejawia się też w dyskusjach, jakie prawa powinny być przyznane osobom nieheteronormatywnym, jak i w tak zwanej „obowiązkowej heteroseksualności” – wszyscy domyślnie jesteśmy hetero. Przy dyskusji na temat praw dla osób nieheteroseksualnych uwidacznia się też przyjęta bezdyskusyjnie przesłanka, że grupą uprzywilejowaną mają być osoby hereteronormatywne i, jako konstytuujące tę grupę, mogą przyznawać prawa i je odbierać.

### Zbiór przekonań i postaw
Heteroseksizm jako zbiór przekonań i postaw opiera się na podstawowej zasadzie, zgodnie z którą homoseksualizm i biseksualizm nie istnieją normalnie i jako takie stanowią choroby psychiczne lub zachowania dewiacyjne. W ramach ideologii lub sposobu myślenia heteroseksistowskiego pojęcie orientacji seksualnej zostaje odrzucone lub uznane za nieistotne. Zestaw bardziej zróżnicowanych poglądów heteroseksistowskich, które niektórzy mogą uznać za przekonania, dogmaty, prawdy uniwersalne, prawo naturalne, odwołania do władzy lub przekonania popularne, ale inni za konwencjonalną mądrość lub wiedzę socjobiologiczną, mogą obejmować między innymi następujące elementy:
- Osoby nieheteroseksualne powinny zachować swoje orientacje seksualne w tajemnicy (tzn. powinny pozostać „w szafie”)[7]str.15.
- Postawa, że geje nie są „prawdziwymi” mężczyznami lub, że lesbijki, nie są „prawdziwymi” kobietami ze względu na wszechobecny w społeczeństwie pogląd, że orientacja heteroseksualna czy zainteresowania typowe dla osób heteroseksualnych są „normą” i dlatego są lepsze[16].
- „Bóg stworzył Adama i Ewę, nie Adama i Steve’a (lub Madame i Ewę)” oraz zbliżone esencjalistyczne pojęcia kulturowe, że męskość i kobiecość się wzajemnie uzupełniają;
- Homoseksualizm jest czymś niewłaściwym, nieprzyzwoitym oraz wbrew naturze, jest więc grzechem, złem lub czymś nieludzkim[7]str.18.
- Poglądy identyczne lub podobne do wypowiedzi Anity Bryant podczas jej kampanii „Ratujmy nasze dzieci” (Save Our Children) w USA:

„Jako matka wiem, że homoseksualiści nie są w stanie biologicznie płodzić dzieci, dlatego muszą rekrutować nasze dzieci.”
- Ze względu na prowadzony przez nich tryb życia, homoseksualiści nie mają rodzin z dziećmi, a zatem utrudniają przetrwanie ludzkości.
- Homoseksualizm jest zaburzeniem emocjonalnym, psychicznym lub po prostu chorobą społeczną, a zatem można go wyleczyć lub wyeliminować. Jeśli nie zostanie wyeliminowany, doprowadzi to do dezintegracji społecznej i załamania się społeczeństwa.
- Homoseksualiści mają szansę przestawić się na heteroseksualizm[7]str.109.

Podejmując próbę uświadomienia ludzi, których poglądy są heteroseksistowskie, ale być może nie są tego świadomi, Mark Rochlin skonstruował w 1977 roku zestaw pytań, na które często narażone są osoby nieheteroseksualne, ale już nie osoby heteroseksualne, takich jak na przykład „Co według ciebie spowodowało twoją seksualność?”. Kwestionariusz ten jest często rozprowadzany wokół kampusów uniwersyteckich, aby uwrażliwić na heteroseksistowskie uprzedzenia wobec osób LGBT.

### W Polsce
Przejawy heteroseksizmu widoczne są także w debacie o tym, czy społeczeństwo powinno przyznać prawa osobom nieheteroseksualnym. Heteroseksistowskie jest założenie, że osoby homo- i biseksualne nie należą domyślnie do heteroseksualnego społeczeństwa i nie mają prawa decydować o sobie.
Polski poseł Wojciech Wierzejski wezwał w 2005 do niezatrudniania ich.
W 2018 Radny Miasta Gdańsk z partii PiS, Jerzy Milewski stwierdził, jakoby osoby homoseksualne są społecznością z defektem. Dodał też, że jest to uzasadnienie złego traktowania ze strony społeczeństwa.
W tym samym roku irlandzka sędzia Aileen Donnelly powstrzymała decyzję o ekstradycji Polaka do Polski, przekazując ją Europejskiemu Trybunałowi Sprawiedliwości. W decyzji wymieniła listę powodów świadczących o łamaniu praworządności w Polsce. Dziennikarz TVP Bartłomiej Graczak skrytykował tę decyzję, nie zwracając uwagi na jej uzasadnienie, lecz na to, że orzekająca jest pierwszą lesbijką będącą sędzią sądu najwyższego Irlandii.

#### Względem zwierząt
Heteroseksizm nie objawia się jedynie względem ludzi. W 2009 radny miasta Poznań Michał Grześ odniósł się do słonia Ninio, który wykazywał homoseksualne zachowanie:

Nie po to wydawaliśmy 37 mln zł na największą w Europie słoniarnię, aby mieszkał w niej słoń gej. Mieliśmy mieć stado słoni, a skoro Ninio woli kolegów od koleżanek, to w jaki sposób spłodzi potomstwo? Jak takie zachowanie wytłumaczą rodzice swoim dzieciom?

## Przyczyny
Istnieje związek między heteroseksizmem a rolą kobiet – w społeczeństwach, w których pozycja kobiet jest silniejsza, akceptacja homoseksualizmu jest większa.
Negatywny stosunek do homoseksualizmu zaczął się nasilać z rozprzestrzenianiem się chrześcijaństwa. Cesarz Teodozjusz nałożył na homoseksualistów w 390 r. karę śmierci przez spalenie na stosie; wcześniej czyniąc chrześcijaństwo religią państwową, której niewyznawanie groziło torturami i prześladowaniem. W 533 r. bizantyjski cesarz Justynian, który wykorzystywał chrześcijaństwo do umacniania władzy, nałożył za homoseksualizm karę kastracji. Instytucje kościelne żądały za homoseksualizm kary śmierci (np. podczas soboru laterańskiego w 1179). W 1252 św. Tomasz uznał homoseksualizm za „herezję” i określił, iż jest „przeciw naturze”. W 1450 papież upoważnił inkwizycję do ścigania homoseksualizmu, za który karą był stos. W późniejszych czasach wiele kodeksów świeckich, pod wpływem Kościoła, utrzymywało kary za homoseksualizm.

## Konsekwencje
Heteroseksizm prowadzi do wykluczenia społecznego, gospodarczego i politycznego ludzi homoseksualnych w społeczeństwie. Temu wykluczaniu może towarzyszyć agresja słowna pod adresem osób homoseksualnych, np. posłanka Krystyna Pawłowicz nazwała związki homoseksualne „jałowymi”.

### Przemoc i znęcanie się nad osobami LGBT
Yolanda Dreyer, profesor teologii praktycznej na Uniwersytecie w Pretorii, twierdzi, że „Heteroseksizm prowadzi do uprzedzeń, dyskryminacji, molestowania i przemocy. Jest napędzany przez strach i nienawiść”. Podobnie psycholog sądowy Karen Franklin wyjaśnia kwestię przemocy wyrządzanej przez heteroseksizm wobec mężczyzn i kobiet, niezależnie od ich orientacji seksualnej:

Za sprawą heteroseksizmu, każdy mężczyzna, który odmawia zaakceptowania właściwego dla dominującej kultury męskiego zachowania, zostaje szybko okrzyknięty „c**tą” lub” p**ałem”, a następnie staje się obiektem znęcania się. Podobnie każda kobieta, która sprzeciwia się męskiej dominacji i kontroli, może zostać uznana za lesbijkę i zaatakowana. Potencjał bycia napiętnowanym jako homoseksualista, bez względu na faktyczną orientację seksualną i zachowania, wywiera presję na wszystkich ludzi, aby dostosowali się do wąskiego standardu właściwego zachowania płciowego, utrzymując i wzmacniając tym samym hierarchiczną strukturę płci w naszym społeczeństwie.

Kolejną formą heteroseksistowskiej przemocy będącej narzędziem kontroli społecznej, która najczęściej wymierzona jest w lesbijki, jest gwałt korekcyjny, czyli gwałt, najczęściej zbiorowy, na lesbijce, aby „wyleczyć” ją z pociągu do osób tej samej płci. Znanym przykładem z RPA jest gwałt korekcyjny i zabójstwo Eudy Simelane, działaczki praw LGBT i członkini narodowej reprezentacji kobiet w piłce nożnej.
Zgodnie z artykułem Frontline zatytułowanym Inside the Mind of People Who Hate Gays, przemoc na tle uprzedzeń wobec homoseksualistów jest uważana za powszechną w Stanach Zjednoczonych, a sprawcy są zazwyczaj opisywani przez ofiary jako młodzi mężczyźni w grupie, którzy atakują wygodne cele. Ofiary sugerują, że napastnicy posiadają ogromną wściekłość i nienawiść; rzeczywiście, dokumentacja przerażającego poziomu brutalności doprowadziła aktywistów działających na rzecz równości płci do scharakteryzowania przemocy jako terroryzmu politycznego skierowanego przeciwko wszystkim gejom i lesbijkom. Inne motywy przemocy antygejowskiej sugerowane w literaturze to więzi między mężczyznami, udowadnianie heteroseksualności i usuwanie sekretnych pragnień homoseksualnych.

### „Terapia konwersyjna”
Heteroseksizm, powiązany z niektórymi Kościołami chrześcijańskimi, narzuca też na osoby homoseksualne presję przejścia przez „terapię konwersyjną”, pseudonaukową formę „pomocy”, by stać się heteroseksualnymi, pomimo ogromnej szkodliwości tej terapii dla osób, które są jej poddawane, choć stowarzyszenie psychiatrów APA deklaruje, że efekty terapii mających na celu zmianę orientacji seksualnej nie zostały nigdy naukowo potwierdzone, a sama terapia może zapoczątkować poważne problemy psychiczne, prowadzące do depresji i samobójstwa.

### Zinternalizowany heteroseksizm
Zinternalizowany heteroseksizm odnosi się do rozwoju negatywnego postrzegania tożsamości mniejszości seksualnych zarówno u siebie, jak i u innych, co jest skutkiem życia w heteroseksistowskim społeczeństwie. Lesbijki i geje uczeni są, aby postępować zgodnie z kłamstwami i stereotypami, kwestionując samych siebie i inne osoby homoseksualne.
Różne negatywne skutki dla zdrowia psychicznego były związane ze zinternalizowanym heteroseksizmem, takie jak zaburzenia lękowe, depresja i samobójczość, a także częstsze korzystanie ze środków psychoaktywnych, takich jak alkohol. Większość osób LGB spotykanych przez specjalistów w dziedzinie doradztwa psychologicznego doświadczyła negatywnych konsekwencji zinternalizowanego heteroseksizmu/zinternalizowanej homofobii. Ustalenia z 2008 r. potwierdzają, że zinternalizowany heteroseksizm wydaje się być powiązany z większym ryzykiem transmisji HIV i niestosowania leków przeciwko HIV pośrednio poprzez zwiększoną negatywną emocjonalność i częstsze stosowanie środków stymulujących.

## Reakcja społeczeństwa
W listopadzie 2014 36 organizacji społecznych zaprotestowało przeciwko heteroseksistowskim i homofobicznym słowom Wojciecha Cejrowskiego po emisji spotu „Najbliżsi obcy”, tłumacząc, że jego słowa ranią nie tylko osoby homoseksualne, ale też wszystkich, którzy są zaangażowani w budowanie społeczeństwa otwartego i tolerancyjnego.
Zgodnie z artykułem w Howard Journal of Communications, niektóre osoby LGBT odpowiadają na heteroseksizm poprzez bezpośrednią konfrontację i komunikację albo poprzez usunięcie siebie z wrogiego środowiska.